# فیاتاو پنیتالا تئو
فیاتاو پنیتالا تئو (انگلیسی: Fiatau Penitala Teo؛ ۲۳ ژوئیه ۱۹۱۱ – ۲۵ نوامبر ۱۹۹۸) سیاست‌مدار اهل تووالو بود.
فیاتاو پنیتالا تئو در ۲۵ نوامبر ۱۹۹۸، در سن ۸۷ سالگی درگذشت.